# Hydrocotyle indecora
Hydrocotyle indecora är en växtart i släktet Hydrocotyle och familjen araliaväxter.
Arten är en perenn ört som förekommer i mellersta och södra Chile samt i södra Argentina. Den beskrevs av Augustin Pyrame de Candolle 1830.